# Marokańska odmiana języka arabskiego

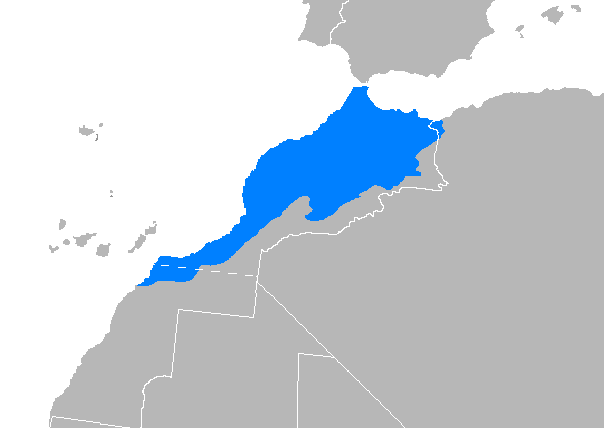
Marokańska odmiana języka arabskiego

Marokańska odmiana języka arabskiego – dialekt arabski używany w Maroku jako język codzienny, stanowiący część magrebijskiego kontinuum dialektalnego. Sami użytkownicy określają go jako darija الدارجة (dosłownie „dialekt”), przeciwstawiając ten kod literackiemu językowi arabskiemu (fuṣḥa), używanemu w sytuacjach oficjalnych. Ze względu na wpływ substratu berberyjskiego znacznie się różni od dialektów wschodnich.

## Wymowa

### Spółgłoski
|             |              | Wargowe | Wargowe    | Zębowe   | Zębowe | Podniebienne | Tylnopodniebienne | Języczkowe | Gardłowe | Krataniowe |
| Zwykłe      | Emfatyczne   | Zwykłe  | Emfatyczne |          |        | Podniebienne | Tylnopodniebienne | Języczkowe | Gardłowe | Krataniowe |
| ----------- | ------------ | ------- | ---------- | -------- | ------ | ------------ | ----------------- | ---------- | -------- | ---------- |
| Nosowe      | Nosowe       | m       | (mˤʷ)2     | n        |        |              |                   |            |          |            |
| Zwarte      | Bezdźwięczne | (p)3    |            | t͡s, (t)1 | tˤ     |              | k                 | q6         |          | ʔ          |
| Zwarte      | Dźwięczne    | b       | (bˤʷ)2     | d        | dˤ     |              | g6,7              |            |          |            |
| Szczelinowe | Bezdźwięczne | f       | (fˤʷ)2     | s8       | sˤ     | ʃ            | x                 |            | ħ        | h          |
| Szczelinowe | Dźwięczne    | (v)3    |            | z8       | zˤ     | ʒ7           | ɣ                 |            | ʕ        |            |
| Uderzeniowe | Uderzeniowe  |         |            | ɾ        | ɾˤ4    |              |                   |            |          |            |
| Zbliżeniowe | Zbliżeniowe  |         |            | l        | (lˤ)5  | j            | w                 |            |          |            |

## Słownictwo
Marokański arabski zaczerpnął wiele słów pochodzących z języka francuskiego, hiszpańskiego i berberyjskiego.